# Bécsi konzuli egyezmény
Az 1963-ban elfogadott bécsi konzuli egyezmény a konzuli tevékenység átfogó nemzetközi jogi szabályozása. Meghatározza és részleteiben is kifejti a konzuli tisztségviselők és a konzuli hivatal funkcióit, jogait, mentességeit és kiváltságait, a küldő és fogadó államok ezzel kapcsolatos jogait és kötelességeit.
Az egyezmény az elegendő számú állam ratifikációja után 1967-ben lépett életbe. 2021 novemberére 182 részes állama volt.

## Története

Részes államok
Aláíró államok

A konzuli tevékenységet évszázadokon át csak a nemzetközi szokásjog és a nemzetközi udvariasság szabályozta.
Az egyezmény létrehozására az ENSZ főtitkára 1949-ben tett javaslatot, a szövegezési munka 1955-ben kezdődött meg.
Magyarországon az 1963. április 24-én Bécsben tartott 48 ország által aláírt egyezményt politikai, ideológiai okokból – elsősorban a tiszteletbeli konzuli intézménnyel szembeni fenntartások miatt – csak több mint két évtizeddel később ratifikálták el és az 1987:13. tvr-rel hirdették ki.
Az egyezmény a bécsi diplomáciai szerződés szerkezetét, kodifikációs módszerét követve rögzíti a konzuli kapcsolatok létesítésére, a képviseletek fajtáira, a konzuli
tisztviselők kategóriáira, a képviseletvezetők osztályaira, a rangelsőbbség
szabályaira és a konzuli feladatokra, valamint az azok ellátásához biztosítandó könnyítésekre, kiváltságokra és mentességekre vonatkozó szabályokat.
Az egyezmény 73. cikke lehetővé teszi, hogy a részes államok kétoldalú alapon további részmegállapodásokkal fejlesszék tovább, egészítsék ki vagy szélesítsék az egyezmény alkalmazási területét. Magyarország mintegy 40 ilyen megállapodást kötött más államokkal.

## Kapcsolódó szócikk
- Bécsi diplomáciai szerződés